# The Door (film 2012)
The Door è un film del 2012 diretto da István Szabó.